# Hypotensie
Hypotensie of lage bloeddruk refereert aan een abnormaal lage bloeddruk. De bloeddruk wordt als te laag beschouwd indien de druk onvoldoende is om de lichaamsweefsels van voldoende zuurstof te voorzien. Bij welke druk deze situatie ontstaat verschilt per persoon en hangt af van de energiebehoefte van het lichaam. Lage bloeddruk is (in tegenstelling tot hoge bloeddruk) doorgaans niet een op zichzelf staande aandoening, maar een symptoom van een onderliggende oorzaak. Zo kunnen bloedverlies, trage hartslag en gebruik van bepaalde medicijnen leiden tot een lage bloeddruk. Ook verlaging van de weerstand in het bloedvatenstelsel kan leiden tot lage bloeddruk. Een verlaging van de bloedvatweerstand kan bijvoorbeeld optreden in warme omstandigheden, waarbij de bloedvaten zich verwijden. Orthostatische hypotensie kan ook lage bloeddruk veroorzaken door verlaging van de bloedvatweerstand. Lage bloeddruk zonder duidelijke oorzaak wordt idiopathische lage bloeddruk genoemd.
De diagnose lage bloeddruk als op zichzelf staande aandoening is een sterk cultureel bepaald gegeven. In Duitsland worden op grote schaal geneesmiddelen voorgeschreven tegen lage bloeddruk (Kreislaufschwäche), waaraan klachten als vermoeidheid en duizeligheid worden toegeschreven. Dit terwijl een lage bloeddruk bij overigens gezonde mensen in de Angelsaksische geneeskunde niet als behandelingsbehoeftig medisch probleem gezien wordt. In Duitsland wordt een bloeddruk bovendien al als 'laag' beschouwd bij een bovendruk van lager dan 110 mmHg, terwijl de Angelsaksische wereld een ondergrens van 90 mmHg aanhoudt. In Duitsland aan deze patiënten voorgeschreven bloeddrukverhogende middelen omvatten onder andere sympathicomimetica zoals etilefrine, ergotaminen en mineralocorticoïden.